# Cantó de Montmartin-sur-Mer
El cantó de Montmartin-sur-Mer és un cantó francès del departament de la Manche, situat al districte de Coutances. Té 12 municipis i el cap es Montmartin-sur-Mer.

## Municipis
- Annoville
- Contrières
- Hauteville-sur-Mer
- Hérenguerville
- Hyenville
- Lingreville
- Montchaton
- Montmartin-sur-Mer
- Orval
- Quettreville-sur-Sienne
- Regnéville-sur-Mer
- Trelly

## Història
| Data d'elecció                           | Identitat     | Partit                                  | Qualitat |
| ---------------------------------------- | ------------- | --------------------------------------- | -------- |
| 1945-1955                                | André Pigaux  | RPF                                     |          |
| 1955-1988                                | Pierre Pigaux | Divers droite, després UDR, després RPR |          |
| 1988-                                    | Olivier Beck  | UDF, després MoDem                      |          |
| les dades anteriors no són pas conegudes |               |                                         |          |
|                                          |               |                                         |          |

## Demografia
| A partir de 1990: Població sense dobles comptes |